# Stanislav Vlček
Stanislav Vlček né le 26 février 1976 à Vlašim, est un footballeur international tchèque évoluant au poste d'ailier droit. Transféré du SK Slavia Prague par le RSC Anderlecht lors du mercato hivernal 2007-08, il a su être décisif à plusieurs reprises, ce qui lui a notamment valu d'être sélectionné parmi les 23 Tchèques à l'Euro 2008.
Il retourne au SK Slavia Prague lors du mercato d'été en 2009.

## Palmarès
- Coupe de Belgique en 2008 avec le RSC Anderlecht.